# Amtmann-Ziegler-Garten

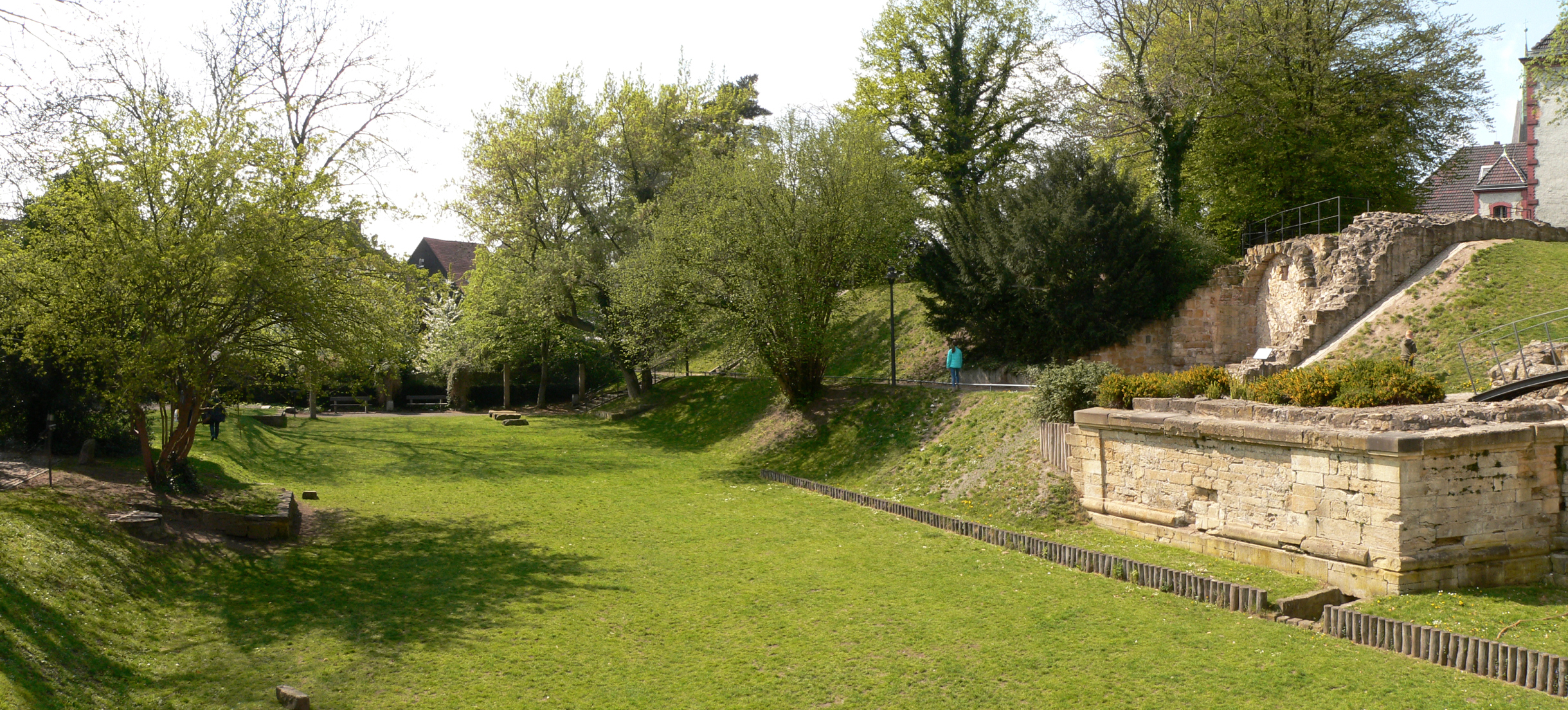
Teilbereich des Amtmann-Ziegler-Gartens unterhalb der früheren Burg Peine

Der Amtmann-Ziegler-Garten in Peine unter der Adresse Am Amthof 7 auch Ziegler Garten genannt, ist eine aufgrund seiner geschichtlichen und städtebaulichen Bedeutung als Einzeldenkmal ausgewiesene Grünfläche. Das von dem Peiner Amtmann Johann Friedrich Ziegler angelegte und nach ihm benannte Gelände wurde später zu einem Landschaftsgarten umgestaltet und in den öffentlich zugänglichen „Park der Sinne“ integriert.